# 万斯 (阿拉巴马州)
万斯（英語：Vance），是美国阿拉巴马州下属的一座城市。面积约为10.18平方英里（约26.38平方公里）。根据2010年美国人口普查，该市有人口1,529人，人口密度为150.14/平方英里（约合57.96/平方公里）。